# 2-я Костромская гимназия
Втора́я Костромска́я гимна́зия (ранее — Ча́стная мужска́я гимна́зия А. Н. Рожде́ственского) — мужская классическая гимназия в Костроме (улица Ленина, 12).

## История
В связи с недостатком учебных заведений при увеличивающемся населении Костромской губернии, в 1905 году в Костроме была открыта частная мужская гимназия, основателем и директором которой стал географ-краевед А. Н. Рождественский.
Для размещения гимназии костромским дворянством было передано деревянное здание «Офицерского клуба» и находящийся рядом трёхэтажный каменный пансион, располагавшиеся на Еленинской улице, дом 12 (ныне улица Ленина) в первом её квартале. В гимназии поощрялись передовые методы преподавания, издавался «Педагогический ежегодник», в ней работали лучшие в городе учителя, среди которых выделялись талантливый педагог-естественник Н. Ф. Иорданский и историк-краевед П. С. Троицкий. Деревянное на каменном цоколе здание «Офицерского клуба» было построено в 1872 году и принадлежало костромскому дворянству. С 1900 года в нём размещалось военное собрание костромского дворянства. Первоначально гимназия была общественной и управлялась комитетом, состоявшем из избранных представителей дворянства, губернского земства и городской думы. В 1905 году в гимназии приступили к обучению 160 человек.
В 1913 году гимназия стала казённой и получила наименование 2-й Костромской мужской гимназии, а прежняя стала называться 1-й Костромской гимназией.

## Выпускники
За недолгий срок своего существования 2-я костромская мужская гимназия выпустила до двух десятков известных ученых (преимущественно в области естественных и точных наук): Н. М. Волынкин (нейрохирург), В. В. Гуссаковский (энтомолог), Б. А. Долго-Сабуров (патологоанатом), П. Е. Дюбюк (1903—1980, математик, профессор), А. Н. Промптов (генетик и орнитолог), Н. Н. Ушаков (офтальмолог), историк-мидиевист профессор А. В. Конокотин и другие.
Среди выпускников гимназии такде деятель революции и гражданской войны, впоследствии крупный руководитель народного хозяйства СССР В. А. Языков, танкостроитель Н. В. Барыков (1900—1966) и другие.